# Eduard Juriewicz
Eduard Iwanowicz Juriewicz (ros. Эдуард Иванович Юревич, ur. 1888 w guberni inflanckiej, zm. 1958) – sekretarz odpowiedzialny Baszkirskiego Komitetu Obwodowego WKP(b) (1927-1930).
Od 1913 członek SDPRR(b), 1915 aresztowany i zwolniony, 1917-1918 członek Moskiewskiego Komitetu SDPRR(b), 1917-1919 członek Komisji Kontrolnej Moskiewskiego Komitetu SDPRR(b)/RKP(b), 1919 prowadził podziemną działalność komunistyczną na Łotwie, za co został aresztowany i wydalony do RFSRR. Od 1920 przewodniczący gubernialnej komisji kontroli RKP(b) w Pskowie, 1921 zastępca kierownika Wydziału Organizacyjnego Pskowskiego Gubernialnego Komitetu RKP(b), 1922-1926 funkcjonariusz partyjny w Moskwie, od 1927 do lutego 1930 sekretarz odpowiedzialny Baszkirskiego Komitetu Obwodowego WKP(b). Od 19 grudnia 1927 do 26 stycznia 1934 członek Centralnej Komisji Rewizyjnej WKP(b), 1930-1934 przewodniczący KC Związku Chemików, członek Prezydium wszechzwiązkowej Centralnej Rady Związków Zawodowych, od 10 lutego 1934 członek Komisji Kontroli Partyjnej przy KC WKP(b). Od 1935 pracownik Ludowego Komisariatu Przemysłu Ciężkiego ZSRR, od 1944 I sekretarz Komitetu Powiatowego Komunistycznej Partii (bolszewików) Łotwy w Lipawie, potem kierownik Sektora KC KP(b)Ł, 1948-1958 wykładowca marksizmu-leninizmu w Łotewskiej Akademii Rolniczej.